# Alfarràs
Alfarràs (em catalão e oficialmente) ou Alfarrás (em castelhano) é um município da Espanha na comarca de Segrià, província de Lérida, comunidade autónoma da Catalunha. Tem 11,4 km² de área e em 2021 tinha 2 759 habitantes (densidade: 242 hab./km²).

## Demografia
| Variação demográfica do município entre 1991 e 2004[carece de fontes?] | Variação demográfica do município entre 1991 e 2004[carece de fontes?] | Variação demográfica do município entre 1991 e 2004[carece de fontes?] | Variação demográfica do município entre 1991 e 2004[carece de fontes?] |
| ---------------------------------------------------------------------- | ---------------------------------------------------------------------- | ---------------------------------------------------------------------- | ---------------------------------------------------------------------- |
| 1991                                                                   | 1996                                                                   | 2001                                                                   | 2004                                                                   |
| 3018                                                                   | 2947                                                                   | 2968                                                                   | 3137                                                                   |